# Brett Novek
Brett Michael Novek (ur. 26 kwietnia 1984 w Fort Lauderdale) − amerykański model i aktor.

## Życiorys
Urodził się w Fort Lauderdale na Florydzie jako drugi syn Robin i Davida Noveków. Wychowywał się ze starszym bratem Craigiem. W 2006 ukończył studia na wydziale marketingu University of Central Florida.
Początkowo był modelem agencji Irene Marie Models i pozował takim klientom, jak przedsiębiorstwo Papi Underwear, Hollister, Cosmo Girl i Target. W 2007, po przeprowadzce z Florydy do Kalifornii, związał się z L.A. Models. Kontrakt podpisała z nim także włoska agencja Joy Models Management. Reklamował odzież w katalogach internetowych dla SportScheck.com i RevolveClothing.com.
W 2007 wziął udział w reality show stacji VH1 Najmądrzejsze modelki Ameryki?, gdzie zajął czwarte miejsce. Wystąpił w reklamie dla telewizji kablowej Optimum Online w roli ogrodnika pielęgnującego topiary, reklamie telewizyjnej Dominikany Bohemia Beer oraz w teledysku Ashlee Simpson „Outta My Head (Ay Ya Ya)” (2007). Pojawił się w horrorze The Brotherhood V: Alumni (2009) oraz − gościnnie − w serialu Zabójcze umysły (2009).
Wspólnie z przyjacielem, Jeffem Pickelem, rezyduje w Los Angeles.